# Hjo (comune)
Hjo è un comune svedese di 8 865 abitanti, situato nella contea di Västra Götaland. Il suo capoluogo è la cittadina omonima.

## Località
Nel territorio comunale sono comprese le seguenti aree urbane (tätort):
- Blikstorp
- Hjo
- Korsberga